# María Blasco
Pour les articles homonymes, voir Blasco.
María Blasco Marhuenda, (née en 1965 à Verdegás, quartier Alicante) plus connue sous le nom de Maria Blasco est une biologiste moléculaire espagnole spécialisée dans les télomères et la télomérase. Elle dirige depuis juin 2011 le Centre national de recherche sur le cancer de Madrid (Centro Nacional de Investigaciones Oncológicas). Elle a obtenu la médaille d'or de l'Organisation européenne de biologie moléculaire en 2004.

## Education et Carrière
En 1988, elle a obtenu une licence de biologie à l'Université autonome de Madrid.
En 1993, Elle y a achevé son doctorat de biologie moléculaire sous la supervision de Margarita Salas.
Cette même année, elle est allée à New-York pour occuper un poste de recherche postdoctorale dans le laboratoire de Carol Greider au Cold Spring Harbor Laboratory.
En 1997, elle est revenue à Madrid pour y créer son propre département de recherche au centre national de biotechnologie (Centro Nacional de Biotecnología).
Elle a rejoint le Centre national de recherche sur le cancer (CNIO) en 2003 en tant que directrice du programme d'oncologie moléculaire. 
Elle était directrice également du groupe de recherche sur les télomères et la télomérase. Elle a été nommée directrice du CNIO en 2011.